# Heinrich 2. af Braunschweig-Wolfenbüttel
Heinrich 2. (Braunschweig-Wolfenbüttel) ("den yngre") (10. november 1489 i Wolfenbüttel – 11. juni 1568 samme sted) var hertug i hertugdømmet Braunschweig-Lüneburg, fyrste i fyrstedømmet Braunschweig-Wolfenbüttel, og regerede fra 1514 til sin død i 1568. Han regnes som den sidste katolske fyrste i det nedersachsiske område.
Fyrstendømmet Braunschweig-Wolfenbüttel var et delfyrstedømme i hertugdømmet Braunschweig-Lüneburg, hvis historie udmærkede sig ved talrige delinger og sammenlægninger.
Forskellige deldynastier af Welferne regerede Braunschweig-Wolfenbüttel indtil opløsningen af det Tysk-romerske rige i 1806. Ved Wienerkongressen opstod i 1814 efterfølgerstaten hertugdømmet Braunschweig.

Reformer
Hertug Heinrich 2. indførte forskellige reformer i Braunschweig-Wolfenbüttel, blandt andet primogenitur som hans far havde ønsket 
Katolicismen
Heinrich var kendt for sin hårdhed og hensynsløshed og holdt uforstyrret fast i katolicismen; også på et tidspunkt, hvor alle andre Welfere og byen Braunschweig havde indført reformationen.
På grund af sin hårdnakkethed blev han også mål for flyveskrifter fra Martin Luthers hånd, for eksempel i skriftet "Wider Hans Worst" fra 1541. En overgang blev han også spottet med tilnavnet "Heinz von Wolfenbüttel".
Noter
1. ↑  Navnet er anført på engelsk og stammer fra Wikidata hvor navnet endnu ikke findes på dansk.
2. ↑  Om Welferne på tysk Wiki
3. ↑  Kilde: Fürstentum Braunschweig-Wolfenbüttel
4. ↑  Kilde: "Reformen" i den tyske Wiki-artikel